# 沃特曼
沃特曼（英語：Wortmann AG）是總部位在德國的電腦公司，業務為電腦製造商、批發商及雲端服務提供者，其亞太營運中心設在台灣。

## 概要
公司成立於1986年，以自有的TERRA品牌銷售筆電、平板、個人電腦等產品。海外服務據點有英國、法國、奧地利、瑞士、荷蘭、西班牙、波蘭、台灣、日本等。

## 外部連結
- WORTMANN 沃特曼 （页面存档备份，存于）